# (12350) Feuchtwanger
(12350) Feuchtwanger (1993 HA6) – planetoida z pasa głównego asteroid okrążająca Słońce w ciągu 4,07 lat w średniej odległości 2,55 j.a. Odkryta 23 kwietnia 1993 roku.